# Woodhouse' struikgaai
Woodhouse' struikgaai (Aphelocoma woodhouseii) is een zangvogel uit de familie Corvidae (kraaien). De vogel werd in 1858 door de Amerikaanse vogelkundige  Spencer Fullerton Baird geldig als soort beschreven en vernoemd naar de arts en natuuronderzoeker Samuel Washington Woodhouse (1821-1904). Dit taxon wordt ook wel behandeld als ondersoort van de westelijke struikgaai (A. californica), zoals door BirdLife International. Daarom heeft de soort geen vermelding op de Rode lijst van de IUCN.

## Verspreiding en leefgebied
Deze soort komt voor in de Verenigde Staten en Mexico en telt zeven ondersoorten:
- A. w. nevadae: van zuidoostelijk Oregon tot Arizona en New Mexico.
- A. w. woodhouseii: van de westelijk-centrale Verenigde Staten tot noordelijk Mexico.
- A. w. texana: Edwards Plateau in het westelijke deel van Centraal-Texas.
- A. w. grisea: de oostelijke helling van de Westelijke Sierra Madre (noordwestelijk Mexico).
- A. w. cyanotis: het oostelijke deel van Centraal-Mexico.
- A. w. sumichrasti: zuidelijk Mexico.
- A. w. remota: zuidwestelijk Mexico.